# Knut Erik Jensen
Knut Erik Jensen (nacido el 8 de octubre de 1940, Honningsvåg, Finnmark, Noruega) es un director de cine noruego, conocido por su documental Fresco y Loco. Después de estudiar francés, ruso e historia, asistió a la Escuela de Cine de Londres. En 1978, se unió al personal de la Norsk Rikskringkasting, y desde entonces ha realizado documentales y cortometrajes para NRK, así como de forma independiente. Jensen también ha dirigido tres largometrajes: Stella Polaris (1993), Quemado por Frost (1997) y Pasar la Oscuridad (2000).
En el 2008, Jensen fue nombrado caballero de primera clase de la Orden de San Olaf.